# Atylotus ozensis
Atylotus ozensis är en tvåvingeart som beskrevs av Hayakawa 1983. Atylotus ozensis ingår i släktet Atylotus och familjen bromsar. Inga underarter finns listade i Catalogue of Life.